# 宇佐美房忠
宇佐美 房忠（うさみ ふさただ、？ - 1514年）は、室町時代・戦国時代の武将。琵琶島城主。

## 生涯
永正3年（1506年）長尾為景による下剋上で守護となった主君、上杉定実だが実権は長尾為景が掌握した。
永正10年（1513年）それをよく思ってなかったのが上杉定実で、上杉定実は打倒為景を掲げ味方の宇佐美房忠を中心に挙兵した。。
上杉定実と共に小野城を拠点にして戦ったが、春日山城を占拠していた定実が為景に幽閉され、戦況は為景有利で展開された。
永正11年（1514年）小野城が陥落し宇佐美房忠は岩手城に退いて戦うも討ち死にした。